# Mikko Hietanen
Mikko Hietanen   (Polyany, 22 de setembre de 1911 - Laukaa, 3 de febrer de 1999) fou un atleta finlandès, especialista en curses de fons, que va competir durant les dècades de 1940 i 1950.
El 1948 va prendre als Jocs Olímpics d'Estiu de Londres, on abandonà en la marató del programa d'atletisme. Quatre anys més tard, als Jocs de Hèlsinki, fou dissetè en la marató.
En el seu palmarès destaca una medalla d'or en la marató al Campionat d'Europa d'atletisme de 1946, per davant del seu compatriota Väinö Muinonen. Fou el campió finlandès de marató entre 1945 i 1948 i aconseguí la millor marca mundial de l'any el 1946, 1947 i 1948. Durant la seva carrera va establir sis nous rècords mundials en distàncies entre 15 milles i els 30 quilòmetres.

## Millors marques
- marató. 2h 29' 39" (1947)[6]